# Nuoto artistico ai campionati mondiali di nuoto 2022 - Squadre (programma libero combinato)
Il concorso a squadre (programma libero combinato) ai campionati mondiali di nuoto 2022 si è svolto il 18 e 20 giugno 2022 presso lo stadio del nuoto Alfréd Hajós di Budapest.

## Calendario
Il turno preliminare è iniziato il 18 giugno 2022 alle ore 10:00. La finale è iniziata il 20 giugno 2022 alle ore 16:00.

## Risultati
| Rank    | Nation      | Preliminary | Preliminary | Final   | Final |
| Rank    | Nation      | Points      | Rank        | Points  | Rank  |
| ------- | ----------- | ----------- | ----------- | ------- | ----- |
| Oro     | Ucraina     | 93.9333     | 1           | 95.0333 | 1     |
| Argento | Giappone    | 92.8333     | 2           | 93.5667 | 2     |
| Bronzo  | Italia      | 90.9667     | 3           | 92.0333 | 3     |
| 4       | Grecia      | 86.9333     | 4           | 88.2000 | 4     |
| 5       | Israele     | 85.5333     | 5           | 85.9667 | 5     |
| 6       | Regno Unito | 83.5333     | 6           | 84.6333 | 6     |
| 7       | Kazakistan  | 81.1333     | 7           | 82.6333 | 7     |
| 8       | Ungheria    | 78.7333     | 8           | 80.4667 | 8     |
| 9       | Brasile     | 78.7333     | 8           | 80.3333 | 9     |
| 10      | Thailandia  | 67.5000     | 10          | 68.5667 | 10    |